# Терець Олександр Миколайович
Олекса́ндр Микола́йович Терець — полковник Збройних сил України.
Станом на травень 2012 року — начальник відділу утримання ракет і набоїв Озброєння Збройних Сил України.

## Нагороди
31 жовтня 2014 року за особисту мужність і героїзм, виявлені у захисті державного суверенітету та територіальної цілісності України, вірність військовій присязі під час російсько-української війни, відзначений — нагороджений орденом Богдана Хмельницького III ступеня.